# Dekanat Central (archidiecezja kapsztadzka)
Dekanat Central – jeden z 8 dekanatów rzymskokatolickiej archidiecezji kapsztadzkiej w Południowej Afryce. 
Według stanu na listopad 2017 w skład dekanatu Central wchodziło 10 parafii rzymskokatolickich. Urząd dziekana sprawował wówczas Fr Charles Prince. 

## Lista parafii
Źródło:
| Lp. | Miejscowość    | Parafia                                                 | Grafika | Kościół                                                         | Adres                                                   | Proboszcz                     |
| --- | -------------- | ------------------------------------------------------- | ------- | --------------------------------------------------------------- | ------------------------------------------------------- | ----------------------------- |
| 1   | Belhar         | Parafia św. Jana i św. Pawła                            |         | Kościół św. Jana i św. Pawła w Belhar                           | 33 Willow Way Belhar 7493                               | Fr Justin Chimba              |
| 2   | Bonteheuwel    | Parafia św. Mateusza                                    |         | Kościół św. Mateusza w Bonteheuwel                              | 118 Jakkalsvlei Avenue Bonteheuwel 7764                 | Fr Peter Ziegler              |
| 3   | Elsie’s River  | Parafia św. Klary                                       |         | Kościół św. Klary w Elsie’s River                               | 114 Halt Road Elsie’s River 7490                        | Fr Job Kaleekaparampil, MSFS  |
| 4   | Goodwood       | Parafia św. Józefa                                      |         | Kościół św. Józefa w Goodwood                                   | 30 Anderson Street Goodwood 7460                        | Fr Mari Joseph, OCD           |
| 5   | Langa          | Parafia św. Antoniego                                   |         | Kościół św. Antoniego w Langa                                   | N’dabeni Street Langa 7455                              | Fr Charles Prince             |
| 6   | Lavistown      | Parafia św. Marcina de Porres                           |         | Kościół św. Marcina de Porres w Lavistown                       | Corner Tafelberg & Kasteelberg Roads, Bishop Lavis 7490 | Fr Jerome Aranes (tymczasowo) |
| 7   | Matroosfontein | Parafia Trójcy Przenajświętszej                         |         | Kościół Trójcy Przenajświętszej w Matroosfontein                | St Dominic Street Matroosfontein 7490                   | Fr Lukose Alexander, MSFS     |
| 8   | Pinelands      | Parafia Chrystusa Króla                                 |         | Kościół Chrystusa Króla w Pinelands                             | Corner Union Avenue & Queen’s Way Pinelands 7405        | Mgr Andrew Borello            |
| 9   | Parow          | Parafia Niepokalanego Poczęcia Najświętszej Maryi Panny |         | Kościół Niepokalanego Poczęcia Najświętszej Maryi Panny w Parow | 10 Wicht Street Parow 7460                              | Fr Sonny Gadai, OFM Cap       |
| 10  | Parow Valley   | Parafia Najświętszej Maryi Panny Matki Boga             |         | Kościół Najświętszej Maryi Panny Matki Boga w Parow Valley      | 213 Riley Street Parow Valley 7500                      | Fr Craig Holmes               |